# Großer Preis von Großbritannien 1968
Der Große Preis von Großbritannien 1968 (offiziell XXI RAC British Grand Prix) fand am 20. Juli auf dem Brands Hatch Circuit in Fawkham statt und war das siebte Rennen der Automobil-Weltmeisterschaft 1968.

## Berichte

### Hintergrund
Ein aus 20 Fahrern bestehendes Teilnehmerfeld trat zum Großen Preis von Großbritannien an. Darunter befanden sich zur Freude der Zuschauer acht einheimische Piloten. Veränderungen im Vergleich zum Großen Preis von Frankreich waren das Engagement von Robin Widdows als Cooper-Werksfahrer, der somit zu seinem ersten und einzigen Grand-Prix-Einsatz kam, sowie die Rückkehr von Dan Gurney mit seinem eigenen Eagle-Team.
Der Trend, die Fahrzeuge mit immer höher aufragenden Flügelkonstruktionen auszurüsten, um mehr Abtrieb zu generieren, erreichte einen neuen Höhepunkt.

### Training
Die Trainingseinheiten offenbarten eine Überlegenheit der Lotus-Rennwagen, indem sich der in der Weltmeisterschaft führende Graham Hill vor seinem Teamkollegen Jackie Oliver die Pole-Position sicherte. Der dritte Lotus 49 im Feld, der privat von Rob Walker eingesetzt und von Joseph Siffert pilotiert wurde, qualifizierte sich hinter Chris Amon im Ferrari 312 für den vierten Startplatz, neben Jochen Rindt auf Brabham.

### Rennen
Zum dritten Mal in Folge nach dem Großen Preis der Niederlande und dem Frankreich-GP begann das Rennen bei nassen Wetterbedingungen. Oliver ging vor Hill und Siffert in Führung, wodurch zunächst alle teilnehmenden Lotus-Fahrzeuge auf den Podiumsrängen lagen. Bereits nach wenigen Minuten begann jedoch der Motor des Führenden zu qualmen. Trotz sich anbahnendem Motorschaden wurde Oliver nur unwesentlich langsamer, sodass zunächst nur Hill an ihm vorbeiziehen konnte. Dieser fiel jedoch in Runde 27 wegen des Bruchs einer Halbwelle aus, wodurch Oliver wieder in die Spitzenposition gelangte. Dahinter duellierten sich Siffert und Amon um den zweiten Rang, wobei der Schweizer leichte Vorteile hatte und sich schließlich etwas absetzen konnte.
In Runde 44 fiel der Führende Oliver schließlich wegen eines Defektes der Kraftübertragung aus. Siffert übernahm die Führung und hielt sie bis ins Ziel. Die Ferrari-Piloten Amon und Jacky Ickx komplettierten das Podium.
Das Rob Walker Racing Team erreichte seinen ersten Grand-Prix-Sieg seit sieben Jahren und den neunten insgesamt. Obwohl Privatteams in der Formel 1 noch bis einschließlich der Saison 1980 erlaubt waren, war dies der letzte Sieg eines Fahrzeugs ohne Werksunterstützung.

## Meldeliste
| Team                          | Nr. | Fahrer               | Chassis            | Motor                    | Reifen |
| ----------------------------- | --- | -------------------- | ------------------ | ------------------------ | ------ |
| Bruce McLaren Motor Racing    | 01  | Denis Hulme          | McLaren M7A        | Ford Cosworth DFV 3.0 V8 | G      |
| Bruce McLaren Motor Racing    | 02  | Bruce McLaren        | McLaren M7A        | Ford Cosworth DFV 3.0 V8 | G      |
| Brabham Racing Organisation   | 03  | Jack Brabham         | Brabham BT26       | Repco 860 3.0 V8         | G      |
| Brabham Racing Organisation   | 04  | Jochen Rindt         | Brabham BT26       | Repco 860 3.0 V8         | G      |
| Scuderia Ferrari SpA SEFAC    | 05  | Chris Amon           | Ferrari 312 (1968) | Ferrari 242C 3.0 V12     | F      |
| Scuderia Ferrari SpA SEFAC    | 06  | Jacky Ickx           | Ferrari 312 (1968) | Ferrari 242C 3.0 V12     | F      |
| Honda Racing                  | 07  | John Surtees         | Honda RA301        | Honda RA301E 3.0 V12     | F      |
| Gold Leaf Team Lotus          | 08  | Graham Hill          | Lotus 49B          | Ford Cosworth DFV 3.0 V8 | F      |
| Gold Leaf Team Lotus          | 09  | Jackie Oliver        | Lotus 49B          | Ford Cosworth DFV 3.0 V8 | F      |
| Owen Racing Organisation      | 10  | Pedro Rodríguez      | BRM P133           | BRM P142 3.0 V12         | G      |
| Owen Racing Organisation      | 11  | Richard Attwood      | BRM P126           | BRM P142 3.0 V12         | G      |
| Matra International (Tyrrell) | 14  | Jackie Stewart       | Matra MS10         | Ford Cosworth DFV 3.0 V8 | D      |
| Cooper Car Company            | 15  | Vic Elford           | Cooper T86B        | BRM P142 3.0 V12         | G      |
| Cooper Car Company            | 16  | Robin Widdows        | Cooper T86B        | BRM P142 3.0 V12         | G      |
| Matra Sports                  | 18  | Jean-Pierre Beltoise | Matra MS11         | Matra MS9 3.0 V12        | D      |
| Charles Vögele Racing         | 19  | Silvio Moser         | Brabham BT20       | Repco 620 3.0 V8         | G      |
| Reg Parnell Racing            | 20  | Piers Courage        | BRM P126           | BRM P142 3.0 V12         | G      |
| Rob Walker Racing             | 22  | Joseph Siffert       | Lotus 49B          | Ford Cosworth DFV 3.0 V8 | F      |
| Joakim Bonnier Racing Team    | 23  | Joakim Bonnier       | McLaren M5A        | BRM P142 3.0 V12         | G      |
| Anglo American Racers         | 24  | Dan Gurney           | Eagle T1G          | Weslake 58 3.0 V12       | G      |

## Klassifikationen

### Startaufstellung
| Pos. | Fahrer               | Konstrukteur   | Zeit   | Ø-Geschwindigkeit | Start |
| ---- | -------------------- | -------------- | ------ | ----------------- | ----- |
| 01   | Graham Hill          | Lotus-Ford     | 1:28,9 | 172,711 km/h      | 01    |
| 02   | Jackie Oliver        | Lotus-Ford     | 1:29,4 | 171,745 km/h      | 02    |
| 03   | Chris Amon           | Ferrari        | 1:29,5 | 171,553 km/h      | 03    |
| 04   | Joseph Siffert       | Lotus-Ford     | 1:29,7 | 171,171 km/h      | 04    |
| 05   | Jochen Rindt         | Brabham-Repco  | 1:29,9 | 170,790 km/h      | 05    |
| 06   | Dan Gurney           | Eagle-Weslake  | 1:30,0 | 170,600 km/h      | 06    |
| 07   | Jackie Stewart       | Matra-Ford     | 1:30,0 | 170,600 km/h      | 07    |
| 08   | Jack Brabham         | Brabham-Repco  | 1:30,2 | 170,222 km/h      | 08    |
| 09   | John Surtees         | Honda          | 1:30,3 | 170,033 km/h      | 09    |
| 10   | Bruce McLaren        | McLaren-Ford   | 1:30,4 | 169,845 km/h      | 10    |
| 11   | Denis Hulme          | McLaren-Ford   | 1:30,4 | 169,845 km/h      | 11    |
| 12   | Jacky Ickx           | Ferrari        | 1:31,0 | 168,725 km/h      | 12    |
| 13   | Pedro Rodríguez      | B.R.M.         | 1:31,6 | 167,620 km/h      | 13    |
| 14   | Jean-Pierre Beltoise | Matra          | 1:31,6 | 167,620 km/h      | 14    |
| 15   | Richard Attwood      | B.R.M.         | 1:31,7 | 167,437 km/h      | 15    |
| 16   | Piers Courage        | B.R.M.         | 1:32,3 | 166,349 km/h      | 16    |
| 17   | Vic Elford           | Cooper-B.R.M.  | 1:33,0 | 165,097 km/h      | 17    |
| 18   | Robin Widdows        | Cooper-B.R.M.  | 1:34,0 | 163,340 km/h      | 18    |
| 19   | Silvio Moser         | Brabham-Repco  | 1:35,4 | 160,943 km/h      | 19    |
| 20   | Joakim Bonnier       | McLaren-B.R.M. | 1:36,8 | 158,616 km/h      | 20    |

### Rennen
| Pos. | Fahrer               | Konstrukteur   | Runden | Stopps | Zeit       | Start | Schnellste Runde |
| ---- | -------------------- | -------------- | ------ | ------ | ---------- | ----- | ---------------- |
| 01   | Joseph Siffert       | Lotus-Ford     | 80     | 0      | 2:01:20,3  | 04    | 1:29,7 (42.)     |
| 02   | Chris Amon           | Ferrari        | 80     | 0      | + 4,4      | 03    | 1:29,9           |
| 03   | Jacky Ickx           | Ferrari        | 79     | 0      | + 1 Runde  | 12    | 1:31,3           |
| 04   | Denis Hulme          | McLaren-Ford   | 79     | 0      | + 1 Runde  | 11    | 1:31,3           |
| 05   | John Surtees         | Honda          | 78     | 0      | + 2 Runden | 09    | 1:31,6           |
| 06   | Jackie Stewart       | Matra-Ford     | 78     | 0      | + 2 Runden | 07    | 1:31,1           |
| 07   | Bruce McLaren        | McLaren-Ford   | 77     | 0      | + 3 Runden | 10    | 1:32,9           |
| 08   | Piers Courage        | B.R.M.         | 72     | 0      | + 8 Runden | 16    | 1:33,4           |
| –    | Jochen Rindt         | Brabham-Repco  | 55     | 0      | DNF        | 05    | 1:31,6           |
| –    | Pedro Rodríguez      | B.R.M.         | 52     | 1      | DNF        | 13    | 1:31,9           |
| –    | Silvio Moser         | Brabham-Repco  | 52     | 2      | NC         | 19    | 1:37,1           |
| –    | Jackie Oliver        | Lotus-Ford     | 43     | 0      | DNF        | 02    | 1:30,3           |
| –    | Robin Widdows        | Cooper-B.R.M.  | 34     | 0      | DNF        | 18    | 1:34,4           |
| –    | Graham Hill          | Lotus-Ford     | 26     | 0      | DNF        | 01    | 1:30,9           |
| –    | Vic Elford           | Cooper-B.R.M.  | 26     | 0      | DNF        | 17    | 1:33,7           |
| –    | Jean-Pierre Beltoise | Matra          | 11     | 0      | DNF        | 14    | 1:33,5           |
| –    | Richard Attwood      | B.R.M.         | 10     | 0      | DNF        | 15    | 1:32,9           |
| –    | Dan Gurney           | Eagle-Weslake  | 8      | 0      | DNF        | 06    | 1:33,2           |
| –    | Joakim Bonnier       | McLaren-B.R.M. | 6      | 0      | DNF        | 20    | 1:39,8           |
| –    | Jack Brabham         | Brabham-Repco  | 0      | 0      | DNF        | 08    | –                |

## WM-Stände nach dem Rennen
Die ersten sechs des Rennens bekamen 9, 6, 4, 3, 2, 1 Punkte. Die besten fünf Ergebnisse der ersten sechs und der zweiten sechs Rennen zählten zur Meisterschaft. In der Konstrukteurswertung zählten dabei nur die Punkte des bestplatzierten Fahrers eines Teams.

### Fahrerwertung
| Pos. | Fahrer                | Konstrukteur                 | Punkte |
| ---- | --------------------- | ---------------------------- | ------ |
| 01   | Graham Hill           | Lotus-Ford                   | 24     |
| 02   | Jacky Ickx            | Ferrari                      | 20     |
| 03   | Jackie Stewart        | Matra-Ford                   | 17     |
| 04   | Denis Hulme           | McLaren-Ford                 | 15     |
| 05   | Pedro Rodríguez       | B.R.M.                       | 10     |
| 06   | Chris Amon            | Ferrari                      | 10     |
| 07   | Joseph Siffert        | Lotus-Ford / Cooper-Maserati | 9      |
| 08   | Bruce McLaren         | McLaren-Ford                 | 9      |
| 09   | Jean-Pierre Beltoise  | Matra                        | 9      |
| 10   | Jim Clark †           | Lotus-Ford                   | 9      |
| 11   | John Surtees          | Honda                        | 8      |
| 12   | Richard Attwood       | B.R.M.                       | 6      |
| 13   | Ludovico Scarfiotti † | Cooper-B.R.M.                | 6      |
| 14   | Lucien Bianchi        | Cooper-B.R.M.                | 5      |
| 15   | Jochen Rindt          | Brabham-Repco                | 4      |
| 16   | Brian Redman          | Cooper-B.R.M.                | 4      |
| 17   | Vic Elford            | Cooper-B.R.M.                | 3      |

| Pos. | Fahrer              | Konstrukteur                     | Punkte |
| ---- | ------------------- | -------------------------------- | ------ |
| 18   | Jackie Oliver       | Lotus-Ford                       | 2      |
| 19   | Silvio Moser        | Brabham-Repco                    | 2      |
| 20   | Piers Courage       | B.R.M.                           | 1      |
| 21   | Joakim Bonnier      | McLaren-B.R.M. / Cooper-Maserati | 0      |
| 22   | John Love           | Brabham-Repco                    | 0      |
| –    | Jackie Pretorius    | Brabham-Climax                   | 0      |
| –    | Dan Gurney          | Eagle-Weslake / Brabham-Repco    | 0      |
| –    | Sam Tingle          | LDS-Repco                        | 0      |
| –    | Basil van Rooyen    | Cooper-Climax                    | 0      |
| –    | Jack Brabham        | Brabham-Repco                    | 0      |
| –    | Andrea de Adamich   | Ferrari                          | 0      |
| –    | Mike Spence †       | B.R.M.                           | 0      |
| –    | Dave Charlton       | Brabham-Repco                    | 0      |
| –    | Johnny Servoz-Gavin | Matra-Ford                       | 0      |
| –    | Jo Schlesser †      | Honda                            | 0      |
| –    | Robin Widdows       | Cooper-B.R.M.                    | 0      |

### Konstrukteurswertung
| Pos. | Konstrukteur  | Punkte |
| ---- | ------------- | ------ |
| 01   | Lotus-Ford    | 38     |
| 02   | Ferrari       | 25     |
| 03   | McLaren-Ford  | 22     |
| 04   | Matra-Ford    | 20     |
| 05   | B.R.M.        | 17     |
| 06   | Cooper-B.R.M. | 12     |
| 07   | Honda         | 8      |

| Pos. | Konstrukteur    | Punkte |
| ---- | --------------- | ------ |
| 08   | Matra           | 6      |
| 09   | Brabham-Repco   | 6      |
| 10   | McLaren-B.R.M.  | 2      |
| 11   | Cooper-Maserati | 0      |
| –    | Brabham-Climax  | 0      |
| –    | Eagle-Weslake   | 0      |
| –    | LDS-Repco       | 0      |